# 哈氏珠母麗魚
哈氏珠母麗魚，為輻鰭魚綱鱸形目隆頭魚亞目慈鯛科的其中一種，分布於南美洲Marowijne河流域，體長可達18.3公分，棲息在水流快速的淺水域，生活習性不明，可作為觀賞魚。

## 擴展閱讀
維基物種上的相關：哈氏珠母麗魚